# Cytherura corensis
Cytherura corensis är en kräftdjursart som beskrevs av Grossman 1967. Cytherura corensis ingår i släktet Cytherura och familjen Cytheruridae. Inga underarter finns listade i Catalogue of Life.